# Ophiobyrsa synaptacantha
Ophiobyrsa synaptacantha är en ormstjärneart som beskrevs av Hubert Lyman Clark 1911. Ophiobyrsa synaptacantha ingår i släktet Ophiobyrsa och familjen skinnormstjärnor. Inga underarter finns listade i Catalogue of Life.